# Leila Alaoui
Leila Alaoui (Parigi, 1982 – Ouagadougou, 18 gennaio 2016) è stata una fotografa francese, nota per il suo impegno nel raccontare attraverso l'immagine tematiche legate all’identità, alla migrazione e alla giustizia sociale nel mondo arabo e mediterraneo.

## Biografia
Leila Alaoui nacque a Parigi nel 1982 da padre marocchino e madre francese. Crebbe a Marrakech, in Marocco, dove ricevette un’educazione francese in un contesto culturale fortemente influenzato anche dalla tradizione araba e berbera. Dopo il diploma, si trasferì a New York per studiare fotografia alla City University, dove sviluppò un linguaggio visivo capace di unire l’estetica dell’arte contemporanea con la potenza narrativa del reportage documentario.
Nel gennaio 2016, Alaoui si trovava a Ouagadougou, capitale del Burkina Faso, per realizzare una campagna fotografica per Amnesty International sui diritti delle donne in Africa. Il 15 gennaio venne ferita gravemente in un attacco terroristico rivendicato da Al-Qaeda nel Maghreb islamico presso l’hotel Splendid e il caffè Cappuccino, morendo il 18 gennaio per le ferite riportate.

## Carriera
Il suo lavoro fonde fotografia documentaria e arte concettuale, trattando principalmente temi legati all’identità culturale e alla migrazione forzata. Tra i progetti più rappresentativi figura Les Marocains (2010–2014), una serie di ritratti realizzati in uno studio mobile in tutto il Marocco. Attraverso fondali neutri, Alaoui isolava i soggetti — uomini e donne di diverse etnie e regioni — per enfatizzare la ricchezza e la complessità dell'identità marocchina.
Nel progetto No Pasara ha raccolto testimonianze visive di migranti subsahariani che transitano dal Marocco cercando di raggiungere l’Europa, rivelando la fragilità e la speranza dei loro percorsi. Il tema del viaggio migratorio è stato ulteriormente esplorato nella videoinstallazione Crossings, in cui la voce dei migranti accompagna immagini potenti in bianco e nero.
Nel 2014 ha lavorato al progetto Natreen, commissionato dall’UNHCR, che documenta la condizione di rifugiati siriani in Libano, con un linguaggio sobrio ed empatico.

## Eredità
Dopo la sua morte, è stata istituita la Fondation Leila Alaoui, con lo scopo di conservare e promuovere il suo lavoro, nonché sostenere progetti che uniscono arte e diritti umani. Le sue opere sono state esposte in prestigiose istituzioni internazionali, tra cui la Maison Européenne de la Photographie e l’Institut du Monde Arabe a Parigi, la Konsthall di Malmö, e il Palazzo Nazionale di Cascais.
Nel 2020 l’Ifa (Institut für Auslandsbeziehungen) ha organizzato una grande retrospettiva itinerante, Leila Alaoui. Storie Invisibili, con quattro serie principali: Les Marocains, No Pasara, Crossings e Natreen, esposte in varie città europee.